# Mesonychium jenseni
Mesonychium jenseni là một loài Hymenoptera trong họ Apidae. Loài này được Friese mô tả khoa học năm 1906.